# Dimensione (spazio vettoriale)
In matematica, la dimensione di uno spazio vettoriale è la cardinalità di una sua base. Se tale cardinalità è finita, la dimensione coincide con il numero di vettori che compongono la base considerata. È talvolta chiamata dimensione di Hamel o dimensione algebrica, per distinguerla da altri tipi di dimensione. Tutte le basi di uno stesso spazio vettoriale hanno la stessa cardinalità, come stabilisce il teorema della dimensione per spazi vettoriali, e dunque la dimensione di uno spazio vettoriale è univocamente definita. La dimensione di uno spazio vettoriale {\displaystyle V} sul campo {\displaystyle F} è indicata con {\displaystyle \dim _{F}(V)}. Si dice che {\displaystyle V} è finito-dimensionale o infinito-dimensionale se la dimensione di {\displaystyle V} è rispettivamente finita o infinita.

## Esempi
- Lo spazio vettoriale {\displaystyle \mathbb {R} ^{3}} ha {\displaystyle \{(1,0,0),(0,1,0),(0,0,1)\}} come base, e quindi si ha {\displaystyle \dim _{\mathbb {R} }(\mathbb {R} ^{3})=3}. Più in generale, {\displaystyle \dim _{\mathbb {R} }(\mathbb {R} ^{n})=n}. E ancora più in generale, per lo spazio vettoriale {\displaystyle F^{n}} si ha {\displaystyle \dim _{F}(F^{n})=n}.
- I numeri complessi {\displaystyle \mathbb {C} } sono contemporaneamente uno spazio vettoriale reale e complesso, ma con dimensioni diverse: si ha {\displaystyle \dim _{\mathbb {R} }(\mathbb {C} )=2} e {\displaystyle \dim _{\mathbb {C} }(\mathbb {C} )=1}. Quindi la dimensione dipende dal campo.
- Uno spazio vettoriale di dimensione 0 è fatto di un punto solo.
- Le matrici con {\displaystyle m} righe e {\displaystyle n} colonne formano uno spazio vettoriale di dimensione {\displaystyle n*m}.
- Le matrici simmetriche {\displaystyle n\times n} formano un sottospazio delle matrici quadrate di dimensione {\displaystyle (n+1)n/2}.
- I polinomi con coefficienti in un campo {\displaystyle F} formano uno spazio vettoriale {\displaystyle F[x]} che non ha una base finita: si dice quindi che lo spazio ha dimensione infinita. I polinomi di grado al più {\displaystyle n} formano però un sottospazio di {\displaystyle F[x]} di dimensione {\displaystyle n+1}.

## Proprietà
- Se {\displaystyle W} è un sottospazio vettoriale di {\displaystyle V}, allora {\displaystyle \dim(W)\leq \dim(V)}.
- Per mostrare che due spazi vettoriali finito-dimensionali sono uguali, si usa spesso il seguente criterio: se {\displaystyle V} è uno spazio vettoriale finito-dimensionale e {\displaystyle W} è un sottospazio lineare di {\displaystyle V} con {\displaystyle \dim(W)=\dim(V)}, allora {\displaystyle W=V}.
- Due spazi vettoriali qualsiasi su {\displaystyle F} aventi la stessa dimensione sono isomorfi. Ogni mappa biiettiva fra le loro basi può essere estesa in un solo modo a una mappa lineare biiettiva fra gli spazi vettoriali. Se {\displaystyle B} è un determinato insieme, uno spazio vettoriale di dimensione {\displaystyle |B|} su {\displaystyle F} può essere costruito nel seguente modo: si prenda l'insieme {\displaystyle F^{(B)}} di tutte le funzioni {\displaystyle f:B\to F} tali che {\displaystyle f(b)=0} per tutti i {\displaystyle b} (in numero finito) in {\displaystyle B}. Queste funzioni possono essere sommate e moltiplicate con elementi di {\displaystyle F}, e si ottiene così l'{\displaystyle F}-spazio desiderato.
- La formula di Grassmann e il teorema della dimensione sono due risultati importanti che mettono in relazione le dimensioni di alcuni sottospazi in certe configurazioni.
- Se {\displaystyle F/K} è una estensione di campo, allora {\displaystyle F} è in particolare uno spazio vettoriale su {\displaystyle K}. Inoltre, ogni {\displaystyle F}-spazio {\displaystyle V} è anche un {\displaystyle K}-spazio. Le dimensioni sono messe in relazione dalla formula:

{\displaystyle \dim _{K}(V)=\dim _{K}(F)\dim _{F}(V)}
In particolare, ogni spazio vettoriale complesso di dimensione n è uno spazio vettoriale reale di dimensione 2n.
- Alcune formule semplici mettono in relazione la dimensione di uno spazio vettoriale con la cardinalità del campo base e la cardinalità dello spazio stesso. Se {\displaystyle V} è uno spazio vettoriale su un campo {\displaystyle F}, allora, indicando la dimensione di {\displaystyle V} con {\displaystyle \dim(V)}, si ha:

Se {\displaystyle \dim(V)} è finita, allora {\displaystyle |V|=|F|^{\dim(V)}}.
Se {\displaystyle \dim(V)} è infinita, allora {\displaystyle |V|=\max(|F|,\dim(V))}.

## Generalizzazioni
Si può vedere uno spazio vettoriale come un caso particolare di un matroide, e in quest'ultimo esiste una nozione di dimensione ben definita. La lunghezza di un modulo e il rango di un gruppo abeliano hanno entrambi molte proprietà simili alla dimensione di uno spazio vettoriale.
La dimensione di Krull di un anello commutativo, il cui nome si deve a Wolfgang Krull (1899-1971), è definita come il massimo numero di inclusioni strette nella catena crescente di ideali primi nell'anello.

### Traccia
La dimensione di uno spazio vettoriale può anche essere caratterizzata come la traccia dell'operatore identità. Ad esempio, {\displaystyle \operatorname {tr} \ \operatorname {id} _{\mathbf {R} ^{2}}=\operatorname {tr} \left({\begin{smallmatrix}1&0\\0&1\end{smallmatrix}}\right)=1+1=2}. Questa definizione consente utili generalizzazioni.
Consente innanzitutto di definire una nozione di dimensione quando si ha una traccia ma non si dispone di una base in senso "naturale". Ad esempio, può succedere di avere un'algebra {\displaystyle A} con una mappa {\displaystyle \eta \colon K\to A} detta unità e una mappa {\displaystyle \epsilon \colon A\to K} corrispondente alla traccia, detta counità: la composizione {\displaystyle \epsilon \circ \eta \colon K\to K} è uno scalare (essendo una trasformazione lineare su uno spazio monodimensionale) corrispondente alla "traccia dell'identità", e fornisce una nozione di dimensione per un'algebra astratta. In pratica, nelle bialgebre si richiede che questa mappa sia l'identità, che può essere ottenuta normalizzando la counità (per fare ciò, si divide per la dimensione: {\displaystyle \epsilon :=1/n\operatorname {tr} }), così che in tali casi la costante di normalizzazione corrisponde alla dimensione.
In alternativa, si può considerare la traccia di operatori su spazi infinito-dimensionali: in tal caso una traccia (finita) è definita, anche se in assenza di una dimensione specificata, e fornisce una nozione di "dimensione dell'operatore". Tali problematiche si affrontano nello studio degli operatori di classe traccia (operatori nucleari) su spazi di Hilbert o spazi di Banach.
Una sottile generalizzazione si ottiene considerando la traccia di una famiglia di operatori, come spesso avviene nella teoria delle rappresentazioni. In tale contesto, il carattere di una rappresentazione è la traccia della rappresentazione, e dunque una funzione {\displaystyle \chi \colon G\to K} a valori in un campo di scalari {\displaystyle K} definita su un gruppo {\displaystyle G}, il cui valore sull'identità {\displaystyle 1\in G} è la dimensione della rappresentazione, mappa l'identità di {\displaystyle G} nella matrice identità:
{\displaystyle \chi (1_{G})=\operatorname {tr} \ I_{V}=\dim V.}